# Innocent Eyes (album)
Innocent Eyes – pierwszy album studyjny australijskiej piosenkarki Delty Goodrem, wydany w marcu 2003 roku przez Epic Records. Na krążku znajdują się utwory popowe oraz ballady z fortepianowym akompaniamentem. Goodrem jest współautorką większości materiału, z wyłączeniem piosenek „Throw It Away”, „Lost Without You” oraz „Butterfly”. Dwa inne utwory – „In My Own Time” oraz „Will You Fall for Me” – artystka napisała samodzielnie. Innocent Eyes zadebiutował na 1. miejscu ARIA Albums Chart oraz sprzedał się w 4,5 miliona kopii na całym świecie (w tym milion w samej Australii). Z krążka pochodzi pięć singli, które osiągnęły szczyt notowania Australian Singles Chart: „Born to Try”, „Lost Without You”, „Innocent Eyes (singel)”, „Not Me, Not I” oraz „Predictable”. Dzięki temu, Delta została pierwszą wokalistką z takim wynikiem, pokonując Kylie Minogue i Beatelsów. .
Innocent Eyes w roku wydania został najlepiej sprzedającym się albumem w Australii od 17 lat. Został także najlepiej sprzedającym się albumem dekady, oraz szóstym najlepiej sprzedającym się albumem w historii Australii.

## Zawartość i postępowanie prawne
Goodrem pracowała nad albumem z grupą producentów oraz twórców, włączając grupę producencką niezależnej kanadyjskiej wytwórni True North Records w składzie: Gary Barlow, Eliot Kennedy, Ric Wake (Céline Dion, Jennifer Lopez, Mariah Carey), Kara DioGuardi (Kelly Clarkson, Christina Aguilera, Avril Lavigne), Matthew Gerrard (Mandy Moore, BB Mak), Vince Pizzinga (Midnight Oil, Danielle Spencer), David Nicholas (INXS, Elton John, George), The Rembrandts i Mark Holden. Ścieżka albumu była nagrywana głównie przy użyciu prawdziwych instrumentów w przeciwieństwie do większości popowych albumów, na których to podkład muzyczny jest generowany przez syntezatory. Goodrem powiedziała o nim: „Chciałam stworzyć album, który odzwierciedlałby moje życie w tym momencie”, „Każda z piosenek zabiera mnie w miejsce, w którym przypominam sobie coś, co się wydarzyło”. Stwierdziła także: „Ten album jest niemal jak pamiętnik, w którym pisałam przez ostatnie dwa lata”, „Każda ścieżka ma ukrytą wartość, która jest dla mnie osobista. Czekałam na ten dzień długi czas i mam tylko nadzieję, że każdy lubi słuchać muzyki tak bardzo, jak ja kocham ją tworzyć”.
W 2004 roku Goodrem została oskarżona o bycie winną tysięcy dolarów twórcy Markowi Holdenowi. Holden domagał wywiązania się przez artystkę i jej wytwórnię Sony z warunków kontraktu oraz zażądał honorarium od konsultacji, których udzielał zgodnie z porozumieniem. W tym samym roku wpłynął pozew złożony przez poprzednich producentów Goodrem, Trevora Cartera i Paula Higginsa. Pozwali oni artystkę oraz jej rodziców o niewypłacone honoraria oraz prawo do wydania 13-ścieżkowego niewydanego albumu nagranego w 2000 roku.

## Promocja i notowania
„Born to Try” została wydana jako pierwszy singel z albumu dnia 8 listopada 2002 roku na dzień przed osiemnastymi urodzinami Goodrem. W czasie, gdy utwór był wydawany, artystka wykonała go w jednym z odcinków australijskiej opery mydlanej Sąsiedzi, jako piosenkarka Nina Tucker. Singel zadebiutował na ARIA Singles Chart 18 listopada 2002 roku na 3. miejscu. W drugim tygodniu utwór awansował na 2. pozycję oraz został wyróżniony platyną przez ARIA. Tydzień później piosenka zepchnęła „The Ketchup Song” grupy Las Ketchup z 1. miejsca notowania i została pierwszym w karierze Goodrem singlem nr 1. Singel pokrył się następnie potrójną platyną i stał się czwartym najlepiej sprzedającym singlem a Australii w roku 2003. Wygrał także na gali ARIA Awards nagrody dla najlepszego singla w kategorii artysta debiutujący, najlepiej sprzedającego się singla oraz singla roku. „Born to Try” osiągnął także szczyt notowania w Nowej Zelandii, uplasował się w pierwszej dziesiątce w Wielkiej Brytanii oraz pierwszej dwudziestce w Irlandii i Holandii.
„Lost Without You” to drugi singel z albumu 28 stycznia 2003 roku. 14 lutego 2003 roku utwór wydano do australijskich stacji radiowych. W tym samym tygodniu stał się on najczęściej granym utworem. Piosenka stała się drugim singlem Goodrem, który osiągnął szczyt notowania w Australii, kiedy to 10 marca 2003 roku zadebiutował on na 1. miejscu ARIA Singles Chart. Singel pokrył się podwójną platyną i został siódmym najlepiej sprzedającym się singlem w Australii w 2003 roku. Otrzymał także nominację do nagrody ARIA Award dla najlepiej sprzedającego się singla, jednak przegrał na rzecz „Born to Try”. „Lost Without You” był także notowany w pierwszej dziesiątce zestawień w Nowej Zelandii, Wielkiej Brytanii i Hiszpanii.
Sam album zadebiutował na 1. miejscu australijskiej ARIA Albums Chart 31 marca 2003 roku ze sprzedażą ponad 70 tysięcy kopii, uzyskując status platynowej płyty i zrzucając ze szczytu notowania Come Away with Me Nory Jones. Na 1. pozycji australijskiego zestawienia krążek utrzymywał się przez 29 tygodni, bijąc poprzedni rekord (25 tygodni) ustanowiony przez album Whispering Jack Johna Farnhama z 1986 roku. Ostatecznie Innocent Eyes uzyskał status czternastokrotnej platyny i był najlepiej sprzedającym się albumem w Australii w 2003 roku, spędził łącznie 87 tygodni w pierwszej setce ARIA Albums Chart a na gali ARIA Awards zdobył 6 nagród, w tym dla najlepiej sprzedającego się albumu (Highest Selling Album), artystki roku (Best Female Artist), najlepszego albumu w kategorii artysta debiutujący (Breakthrough Artist – Album), najlepszego wydania popowego (Best Pop Release). Oprócz tego krążek przyniósł Goodrem nagrodę kanału Channel [V] dla najlepszej artystki roku (Oz Artist of the Year).  W 2004 roku Innocent Eyes powtórnie wygrał nagrodę ARIA Award dla najlepiej sprzedającego się albumu. W Australii sprzedał się w całkowitym nakładzie ponad miliona kopii. W Wielkiej Brytanii krążek zadebiutował na 2. miejscu zestawienia, po Dangerously in Love Beyoncé.  Album przez 31 tygodni był w pierwszej 85-ce notowania oraz został osiemnastym najlepiej sprzedającym się albumem na wyspach.
| Notowanie (2003)         | Najwyższa pozycja |
| ------------------------ | ----------------- |
| ARIA Albums Chart        | 1                 |
| RIANZ Albums Chart       | 6                 |
| UK Albums Chart          | 2                 |
| Irlandzka Albums Chart   | 3                 |
| Niemiecka Albums Chart   | 20                |
| Austriacka Albums Chart  | 27                |
| Francuska Albums Chart   | 39                |
| Holenderska Albums Chart | 39                |
| Szwajcarska Albums Chart | 14                |
| Szwedzka Albums Chart    | 48                |
| Norweska Albums Chart    | 12                |
| Fińska Albums Chart      | 15                |

| Notowanie | Wyróżnienia  | Sprzedaż   |
| --------- | ------------ | ---------- |
| ARIA      | 14 × platyna | 1 000 000+ |
| RIANZ     | 3 × platyna  | 45 000+    |
| BPI       | 2 × platyna  | 600 000+   |
| IFPI      | platyna      | 1 000 000  |
| IFPI      | złoto        | 100 000+   |
| SNEP      | –            | 30 000+    |

| Podsumowanie końcoworoczne (2003) | Najwyższa pozycja | Tygodni na liście |
| --------------------------------- | ----------------- | ----------------- |
| RIANZ Album Chart                 | 9                 | 29                |

| Podsumowanie końcoworoczne (2004) | Najwyższa pozycja | Tygodni na liście |
| --------------------------------- | ----------------- | ----------------- |
| RIANZ Album Chart                 | 42                | 15                |

## Lista utworów

### Standard Edition
| #   |  | Tytuł                  | Autorzy                                                            | Długość |
| --- |  | ---------------------- | ------------------------------------------------------------------ | ------- |
| 1.  |  | „Born to Try”          | Goodrem, Audius Mtawarira                                          | 4:13    |
| 2.  |  | „Innocent Eyes”        | Goodrem, Vince Pizzinga                                            | 3:53    |
| 3.  |  | „Not Me, Not I”        | Goodrem, Kara DioGuardi, Gary Barlow, Eliot Kennedy, Jarrad Rogers | 4:25    |
| 4.  |  | „Throw It Away”        | Barlow, Kennedy, Cathy Dennis                                      | 3:52    |
| 5.  |  | „Lost Without You”     | Matthew Gerrard, Bridget Benenate                                  | 4:10    |
| 6.  |  | „Predictable”          | Goodrem, DioGuardi, Rogers                                         | 3:40    |
| 7.  |  | „Butterfly”            | Barlow, Kennedy, Tim Woodcock                                      | 4:00    |
| 8.  |  | „In My Own Time”       | Goodrem                                                            | 4:06    |
| 9.  |  | „My Big Mistake”       | Goodrem, Barlow, Kennedy, Woodcock                                 | 3:44    |
| 10. |  | „This Is Not Me”       | Goodrem, Pizzinga                                                  | 4:29    |
| 11. |  | „Running Away”         | Goodrem, Barlow, Kennedy, Woodcock                                 | 3:21    |
| 12. |  | „A Year Ago Today”     | Goodrem, Mark Holden, Paul Wiltshire                               | 4:13    |
| 13. |  | „Longer”               | Goodrem, Barlow, Kennedy, Woodcock                                 | 3:53    |
| 14. |  | „Will You Fall for Me” | Goodrem                                                            | 3:59    |
|     |  |                        |                                                                    | 56:06   |

### Deluxe Edition DVD
1. „Born to Try” (Teledysk)
2. „Lost Without You” (Teledysk)
3. „Born to Try” (na żywo)
4. „Born to Try” (za kulisami)
5. „Lost Without You” (za kulisami)
6. Delta in London (za kulisami)

## Personel
- Delta Goodrem – śpiew, fortepian, keyboard
- Mark Russell – koordynacja produkcji
- John Fields – aranżacja, keyboard, produkcja, inżynieria,
strojenie, bass, gitary
- Matthew Gerrard – aranżacja, programowanie, produkcja, instrumentacja
- Gary Barlow – keyboardy, programowanie, produkcja
- Eliot Kennedy – produkcja, gitary
- David Nicholas – produkcja, inżynier śpiewu
- Rick Wake – produkcja
- Daniel Denholm – dyrygent, strojenie
- Mike Ruekberg – gitara barytonowa
- Steve MacKay – gitara
- Mark Punch – gitara
- Phil Solem – gitara
- Craig Myers – gitara
- Jeremy Meek – gitara basowa
- Chris Cameron – strojenie
- Vince Pizzinga – strojenie wiolonczeli
- Ameena Khawaja – wiolonczele
- Richard Sanford – fortepian
- David Falzone – fortepian
- Matt Mahaffey – keyboard, głos
- Billy Hawn – perkusja
- Dorian Crozier – bębny
- Cathy Dennis – śpiew (chórki)
- Ami Richardson – śpiew (chórki)
- Bob Cadway – inżynier
- Chong Lim – inżynier śpiewu
- Jim Annunziatto – inżynier asystujący
- Michael Brauer – miksowanie
- Greg Calbi – mastering
- Robbie Adams – asystent
- Sam Story – asystent
- Blair Simmons – asystent